# Ekboarmia atlanticaria
Ekboarmia atlanticaria là một loài bướm đêm trong họ Geometridae.